# Thapsia maxima
Thapsia maxima är en flockblommig växtart som beskrevs av Philip Miller. Thapsia maxima ingår i släktet Thapsia och familjen flockblommiga växter. Inga underarter finns listade i Catalogue of Life.